# انرژی یونش

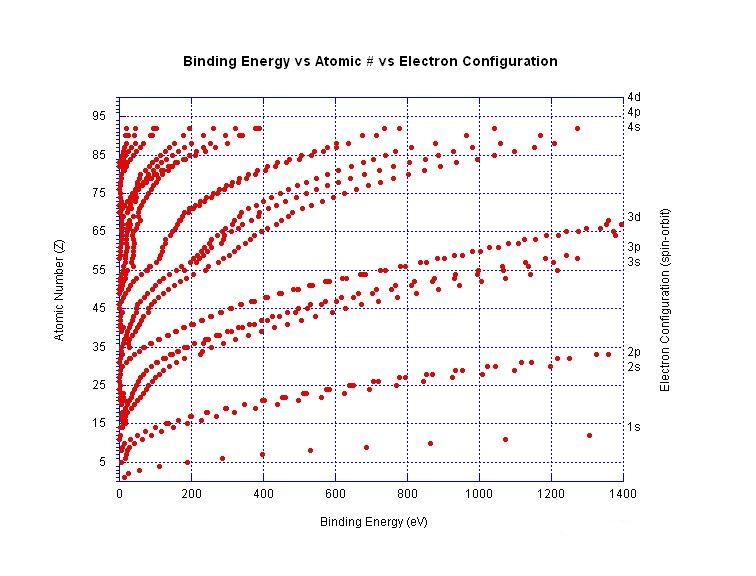

مقدار انرژی لازم برای جدا کردن یک مول الکترون از یک مول اتم در حالت گازی و تبدیل آن به یک مول یون یکبار مثبت (کاتیون) در حالت گازی را انرژی یونش یا یونیزاسیون می‌گویند که اولین انرژی یونش است. اگر دومین الکترون از اتم جدا شود، به آن انرژی یونش دوم گویند.  به همین صورت سومین، چهارمین و... انرژی یونش تعریف می‌شود.
عوامل مؤثر بر مقدار انرژی یونش عبارت‌اند از: 
۱- عدد کوانتومی اصلی (n) 
۲- بار مؤثر هسته (B) 
انرژی نخستین یونش کمتر از انرژی یونش دوم و به همین ترتیب  انرژی یونش های بعدی از انرژی یونش های قبلی کمتر  است.
واحد انرژی یونش برای هر الکترون منفرد بر حسب الکترون ولت (اتم/ev) و برای یک مول الکترون (6.02x10^23 الکترون) که از یک مول اتم (6.02x10^23 اتم) عنصر جدا شود بر حسب Kj/mol بیان می‌گردد.                                                
ترتیب انرژی یونش در عناصر یک دوره:انرژی یونش در یک دوره از چپ به راست به تدریج افزایش می‌یابد. به آن قسمت‌هایی از منحنی که به عناصر دوره دوم (از
Li تا Ne)، دوره سوم (ازNa تا Ar) و الی آخر تعلق دارد. توجه کنید که انرژی یونش به این سبب افزایش می‌یابد که اتم‌ها به تدریج کوچکتر می‌شوند و بار مؤثر هسته به تدریج افزایش می‌یابد، در نتیجه جدا کردن الکترون به تدریج دشوارتر می‌شود.
ترتیب انرژی یونش در عناصر یک گروه
در عناصر نماینده، به‌طور کلی انرژی یونش بین عناصر یک گروه از بالا به پایین کاهش می‌یابد. عناصر گروه فلزات قلیایی (Cs، Rb، K، Na، Li) و عناصر گروه صفر (Rn، Xe، Kr، Ar، Ne، He) به صورت کمینه و بیشینه منحنی نشان داده شده‌اند. در هر گروه به تدریج از اتمی به اتم پایینتر می‌رویم، بار هسته، افزایش می‌یابد، اما اثر آن تا حد زیادی از طریق افزایش تعداد الکترون‌های پوسته زیرین که اثر پوششی دارند، حذف می‌شود. در حالیکه اتم‌ها بزرگتر می‌شوند، الکترونی که باید یونیده شود، در فاصله‌ای دورتر از هسته قرار می‌گیرد، در نتیجه جدا شدن الکترون آسان‌تر شده، انرژی یونش کاهش می‌یابد.
انرژی یونش عناصر واسطه در یک دوره به سرعت مشابه با عناصر نماینده افزایش پیدا نمی‌کند. انرژی یونش عناصر واسطه درونی، کم و بیش ثابت می‌ماند. در این دو دسته عناصر، الکترون متمایزکننده به پوسته‌های درونی اضافه می‌شود. افزایش اثر پوششی حاصل، وضعیت انرژی یونش در عناصر واسطه و واسطه درونی را توجیه می‌کند. اتم فلزات در واکنش‌های شیمیایی معمولاً الکترون از دست می‌دهند و به یون‌های مثبت تبدیل می‌شوند. اتم غیرفلزات معمولاً به این ترتیب عمل نمی‌کنند. بنابراین فلزات عناصری با انرژی یونش نسبتا کم و غیرفلزات عناصری با انرژی یونش نسبتا زیادند.
انرژی دومین یونش
بحثهای ما تاکنون مربوط به انرژی اولین یونش بوده‌است. انرژی دومین یونش هر عنصر انرژی لازم برای جدا کردن یک الکترون از یون +1 آن عنصر است.

(A(g) → A(g)2+ + e(g
انرژی سومین یونش
انرژی سومین یونش بیان‌کننده انرژی مورد نیاز برای جدا کردن یک الکترون از یون +2 آن عنصر است. جدا کردن یک الکترون منفی از اتم خنثی طبعا آسان‌تر از جدا کردن الکترون از ذره دارای یک بار مثبت و آن هم به نوبه خود آسان‌تر از جدا کردن الکترون از ذره دارای دو بار مثبت است. در نتیجه انرژی سومین یونش بزرکتر از انرژی دومین یونش و آن هم بزرگتر از انرژی اولین یونش است.
انرژی چهارمین یونش و بالاتر
از آنجا که انرژی چهارمین یونش و بالاتر، به غایت زیاد است، یون‌های بالاتر از +3 به ندرت در شرایط عادی وجود دارند. همانگونه که انتظار می‌رود برای هر عنصر انرژی یونش از اولین تا چهارمین زیاد می‌شود.
جهش
در تمام مراحل پس از جدا شدن الکترون‌های والانس، افزایش انرژی مورد نیاز برای یونش بعدی به صورت جهشی است.
واکنش پذیری فلزات
واکنش پذیری فلزات در گوشه پایین سمت چپ جدول تناوبی دیده می‌شوند. واکنش پذیری، بر حسب از دست دادن الکترون، به تدریج که از این گوشه به طرف بالا یا به سمت راست حرکت می‌کنیم، کاهش می‌یابد. 
| عنصر | نخستین | دومین | سومین | چهارمی | پنجمین | ششمین  | هفتمین |
| ---- | ------ | ----- | ----- | ------ | ------ | ------ | ------ |
| Na   | ۴۹۶    | ۴٬۵۶۰ |       |        |        |        |        |
| Mg   | ۷۳۸    | ۱٬۴۵۰ | ۷٬۷۳۰ |        |        |        |        |
| Al   | ۵۷۷    | ۱٬۸۱۶ | ۲٬۸۸۱ | ۱۱٬۶۰۰ |        |        |        |
| Si   | ۷۸۶    | ۱٬۵۷۷ | ۳٬۲۲۸ | ۴٬۳۵۴  | ۱۶٬۱۰۰ |        |        |
| P    | ۱٬۰۶۰  | ۱٬۸۹۰ | ۲٬۹۰۵ | ۴٬۹۵۰  | ۶٬۲۷۰  | ۲۱٬۲۰۰ |        |
| S    | ۹۹۹٫۶  | ۲٬۲۶۰ | ۳٬۳۷۵ | ۴٬۵۶۵  | ۶٬۹۵۰  | ۸٬۴۹۰  | ۲۷٬۱۰۷ |
| Cl   | ۱٬۲۵۶  | ۲٬۲۹۵ | ۳٬۸۵۰ | ۵٬۱۶۰  | ۶٬۵۶۰  | ۹٬۳۶۰  | ۱۱٬۰۰۰ |
| Ar   | ۱٬۵۲۰  | ۲٬۶۶۵ | ۳٬۹۴۵ | ۵٬۷۷۰  | ۷٬۲۳۰  | ۸٬۷۸۰  | ۱۲٬۰۰۰ |